# Birger Vikström
Frans Birger Eugen Vikström, född 24 september 1921 i Bredåker, Överluleå, Norrbottens län, död 22 december 1958 i Stockholm, var en svensk arbetarförfattare och humorist. Han var även tecknare och illustrerade själv flera av sina böcker.

## Biografi
Fadern var jordbrukare och sågverksarbetare. Vikström föddes i Bredåker i Norrbottens inland, men växte upp i byn Granbergsträsk, utanför Jörn i Västerbotten. Han blev tidigt faderlös och växte upp med modern och tre syskon. I ungdomsåren arbetade han som skogshuggare och i jordbruket och om dessa olika jobb har han berättat i sina noveller. Han var elev på Brunnsviks folkhögskola 1945–1946 och flyttade senare till Stockholm, där han en tid tillhörde de så kallade Klarabohemerna. 
Vikström debuterade med novellsamlingen Gyllene tider. Skisser och berättelser 1948 och publicerade därefter regelbundet nya skönlitterära böcker, flera illustrerade med humoristiska teckningar utförda av honom själv. Texterna präglas av humor, allvar och ironi, vilket särskilt märks i boken Den svenska människan, utgiven 1959 och illustrerad med Vikströms teckningar. Han vårdades 1950–1951 på sanatorium för tuberkulos. En utställning av hans alster kan beskådas i Granbergsträsk bygdegård.

### Urval
- Bilder : efterlämnade dikter. Stockholm: LT. 1975. Libris 7251766. ISBN 913600670X - Så minns jag Birger Wikström av Rubin Anny Marwig.
- I sällskap med Birger Vikström : efterlämnade berättelser och artiklar / i urval av Ann Smith. Stockholm: Rabén & Sjögren. 1980. Libris 7234746. ISBN 9129541379
- En underlig roman och andra berättelser : en bok till 80-årsminnet av Birger Vikströms födelse  / presentation och urval: Åke Leif-Lundgren & Bert Linné ; [bilder: Birger Vikström].. Boden: Kantele. 2001. Libris 8394091. ISBN 9163116286
- Mitt namn är Birger Vikström : så enkelt är mitt elände! / redaktör Peo Rask. Luleå: Black Island Books. 2011. Libris 12119730. ISBN 9789186115289
- Vild norrlänning tar till orda / redaktör Peo Rask. Luleå: Black Island Books. 2012. Libris 12732229. ISBN 9789186115432

## Priser och utmärkelser
- 1950 – Albert Bonniers stipendiefond för yngre och nyare författare
- 1952 – Boklotteriets stipendiat
- 1953 – Boklotteriets stipendiat
- 1954 – Svenska Dagbladets litteraturpris
- 1957 – Tidningen Vi:s litteraturpris